# W.R. Jardine
Pour les articles homonymes, voir Jardine.
W.R. (Bud) Jardine (1935-), est un ancien officier de marine et un homme politique canadien du Nouveau-Brunswick.

## Biographie
Bud Jardine naît le 1er ou le 31 mai 1935 à Chatham, au Nouveau-Brunswick.
Il entre dans la Marine royale canadienne en 1954 (devenue une composante des Forces armées canadiennes à partir de 1968)  et y reste jusqu'en 1984.
Conservateur, il se lance en politique et est élu député de la circonscription de Northumberland-Miramichi le 4 septembre 1984, mais perd son siège aux élections suivantes en 1988, face à Maurice Dionne.